# آمیتاب باچان
آمیتاب باچان (به خط دِوَناگَری: अमिताभ बच्चन) (به انگلیسی: Amitabh Bachchan) (زادهٔ ۱۱ اکتبر ۱۹۴۲ در الله‌آباد هند) بازیگر، تهیه‌کننده، خواننده و مجری تلویزیونی فیلم‌های بالیوود در کشور هند است. از او در رسانه‌ها تحت عنوان “Big B” نام برده می‌شود. 

باچان نخستین بازیگر هندی است که در موزه لندن جایی برای خود دارد. وی در نظرسنجی سال ۱۹۹۹ ملقب به «بازیگر هزاره» شد. او به «پدر سینمای هند» نیز مشهور است. او تا به حال دوازده بار جایزه فیلم فیر، جایزه اصلی فیلم‌های هندی، را از آن خود کرده است. باچان (از ۱۹۶۹) در طول پنج دهه، در ۲۳۴ فیلم هندی و ۳۱ مجموعه تلویزیونی و ۴ مستند بازی کرده و۱۶ بار تهیه کنندگی نموده است. پدرش یک شاعر معروف هندی بود. همسر او جایابهادری و پسر او آبیشک باچان هست.
آمیتاب باچان در کنار بازیگری در زمینه تهیه‌کنندگی نیز فعالیت می‌کند. او هنرپیشگی را در سال ۱۹۶۹ با فیلم سات هندوستانی آغاز کرده و این حرفه را تا به امروز ادامه داده است. او یکی از بهترین بازیگران سینمای هند و یکی از گران‌قیمت‌ترین ستارگان در این زمینه می‌باشد. او در سال ۱۹۸۴ دستی نیز در سیاست داشت و به عنوان نماینده پارلمان هند انتخاب شد ولی در سال ۱۹۸۷ این سمت را کنار گذاشت. به گفتهٔ همشهری‌آنلاین معیارهای زیبایی مردان در ایران برای بیش از یک دهه تحت تأثیر باچان تغییر کرده است.

## زندگی شخصی

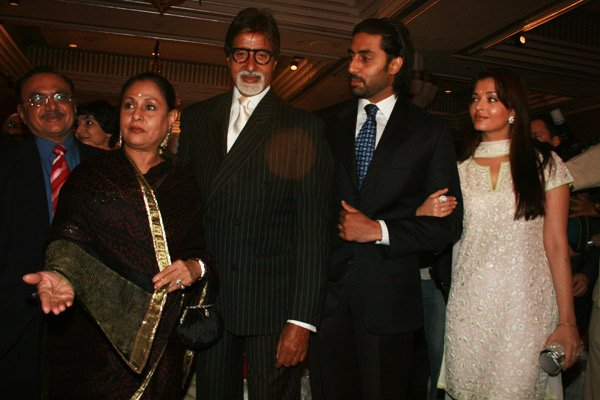
خانواده باچان در مهمانی به میزبانی کن لیوینگستون، شهردار لندن

آمیتاب باچان در یازده اکتبر ۱۹۴۲ در شهر قلعه گنج چاهسنگی هند به دنیا آمد. مادرش تجی یک سیک و پدرش هاریوانش رای باچان یک هندو بود. دکتر هاریوانش رأی باچان یک شاعر خوشنام و معروف زبان هندی بود. نام فامیل اصلی او سریواستاوا بود ولی او خود، نام مستعار باچان را برگزید و تمام اشعار و نوشته‌های خود را با این نام امضاء می‌کرد. بعدها آمیتاب نیز با همین نام فامیل وارد سینما شد و به خاطر شناخته شده بودن این نام تمام اعضای خانواده با نام باچان معروف شدند. مادر آمیتاب، تجی زنی از فرقه سیک‌هاست که زادگاهش پنجاب است و پدرش از اهالی اوتار پرادش بود. باچان در نوجوانی در دبیرستان پسرانه الله‌آباد ثبت‌نام کرد و پس از آن وارد کالج شروود شد.
پس از اتمام کالج، آمیتاب وارد دانشگاه دهلی شد و مدرک لیسانس خود را در رشته علوم کسب کرد. باچان مدتی بعد به کار معاملات محموله‌های دریایی در شرکت کشتیرانی برداندکو روی آورد ولی کمی بعد آن شغل را رها کرد و به کلکته رفت تا آینده خود را در هنرپیشگی جستجو کند.
آمیتاب در سال ۱۹۷۳ با جایا بهادوری هنرپیشه دیگر هند ازدواج کرد. آمیتاب و جایا در فیلم‌هایی همچون چوبکه چوبکه (۱۹۷۵)، زنجیر (۱۹۷۳) و شعله (۱۹۷۵) همبازی بودند. این دو صاحب دو فرزند، یک دختر به نام شوتا و دیگری پسری به نام آبیشک شدند.
در سال ۱۹۸۲ در زمان ساخت فیلم اکشن کولی آمیتاب ضربه سختی خورد و به علت پارگی روده‌ها در بیمارستان بستری شد. پزشکان وضعیت او را خطرناک توصیف کردند و حتی خطر مرگ را برای او پیش‌بینی کردند ولی آمیتاب بهبود یافت و پس از چندین ماه دوباره به کار برگشت. فیلم کولی از برکت مصدومیت باچان از فروش بالایی برخوردار شد. در ۳۰ نوامبر ۲۰۰۵ باچان بار دیگر تحت عمل جراحی قرار گرفت. او از چند روز قبل از درد شکم شکایت داشت. در طول مدت بیماری، عمل جراحی و در زمان نقاهت، بیشتر پروژه‌های کاری او معلق نگه داشته شدند تا او بازگردد و خود کارش را ادامه دهد؛ زیرا هیچ‌کس در هند پیدا نمی‌شود که بتواند جانشین او شود. آمیتاب مارس ۲۰۰۶ به کار برگشت. باچان مبتلا به آسم، تالاسمی مینور و افتادگی و سستی عضلات نیز هست.

## حرفه
آمیتاب باچان با فیلم سات هندوستانی (۱۹۶۹) وارد عالم سینما شد. این فیلم با آنکه از موفقیت چندانی برخوردار نشد ولی باچان در همان نخستین حضور سینمایی برنده جایزه ملی فیلم شد. با این وجود شاید او هرگز فکر نمی‌کرد زمانی ستاره بی‌بدیل آسمان پرستاره سینمای هند شود. در سال۱۹۷۰ آمیتاب در فیلم آناند ظاهر شد و در این فیلم نیز باچان برنده جایزه بهترین هنرپیشه نقش مکمل شد زیرا منتقدان سینمایی معتقد بودند او اجرایی به‌یادماندنی و قوی از خود ارائه داده است. پس از آناند فیلم‌های موفق بسیاری نام آمیتاب باچان را روی سر در سینماها آوردند. فیلم‌هایی همچون رشما اور شرا (۱۹۷۱) و پروانه (۱۹۷۱) و از همان زمان باچان پا به مسیری نهاد که او را روز به روز و سال به سال در میان میلیون‌ها نفر از مردم دنیا محبوب و معروف می‌کرد. نخستین فیلم پرفروش و ماندگار آمیتاب به نام زنجیر به کارگردانی پراکاش مهرا بود. این فیلم تضادی واضح با فیلم‌های رمانتیک هندی داشت و فیلمی بود که مردم به داستان آن عادت نداشتند و همین موضوع از آمیتاب شخصیتی تازه ساخت و تا مدت‌ها با نام «جوان عصبانی بالیوود» شهرت یافت. دهه بعدی عمر آمیتاب او را به اوج محبوبیت پرتاب کرد. او دست کم در سال در یک فیلم موفق ظاهر می‌شد و گاه تعداد کارهایش به سالی چند عدد هم می‌رسید. از فیلم‌های دهه هفتاد باچان می‌توان به دیوار (۱۹۷۵)، شعله (۱۹۷۵)، تریشول (۱۹۷۸)، دان (۱۹۷۸) و لاواریس (۱۹۸۱) اشاره کرد. این فیلم‌ها لقب او را به عنوان قهرمان اکشن فیلم‌های بالیوود تحکیم بخشیدند. همچنان که آمیتاب موفق‌تر می‌شد، کم‌کم تصمیم گرفت فقط در فیلم‌های اکشن ظاهر نشود و استعداد خود را در زمینه‌های دیگر نیز به معرض نمایش بگذارد.
بازی‌های تحسین‌برانگیز کمدی او در فیلم‌های چوپکه چوپکه (۱۹۷۵)، امر اکبر آنتونی (۱۹۷۷) و نمک حرام (۱۹۸۲) به همه فهماند که آمیتاب باچان تنها در کتک‌کاری تبحر ندارد و حس شیرین طنز و توانایی خنداندن نیز از هنرهای دیگر اوست. او در نقش‌های رمانتیک هم موفق بود و فیلم‌های؛ گاهی اوقات (۱۹۷۶) و سلسله (۱۹۸۱) از نمونه‌هایی بودند که اشک همه را درآوردند.

تندیس آمیتاب باچان در موزه مادام توسو لندن.

باچان در دهه هفتاد و تا اواسط دهه هشتاد یکی از چهره‌های دائمی بالیوود بود، ولی با ورود به دنیای سیاست، سه سال از عمر خود را به دور از هنر سینما سپری کرد. در سال ۱۹۸۸ بار دیگر با فیلم جدیدی به نام شاهنشاه راهی پرده سینماها شد و این فیلم نیز با موفقیت بسیاری روبه‌رو شد، ولی بعد از بازگشت مجدد، قدرت باچان رو به زوال گذاشت و تعداد زیادی از آثارش با شکست گیشه مواجه شد، روند سقوط همچنان ادامه داشت. در سال ۱۹۹۰ و با بازی در فیلم مسیر آتش که در آن باچان نقش رئیس یک باند مافیایی را بازی می‌کرد، برنده جایزه بهترین هنرپیشه داخلی شد ولی باچان کم‌کار شده بود. در سال ۱۹۹۲ خدا گواه را بازی کرد اما پس از آن به مدت دو سال خود را نیمه بازنشسته کرد. در سال ۱۹۹۴ پس از مدت‌ها در فیلم انسانیت به ایفای نقش پرداخت ولی آن هم فروش چندانی نداشت. باچان در سال ۱۹۹۶ شرکت سهامی آمیتاب باچان را تأسیس کرد. کار این شرکت معرفی محصولات و خدمات صنعت سینمایی هند بود. این شرکت به کار تولید و توزیع فیلم‌های سینمایی و کاست و نوارهای ویدئویی و کارهایی از این دست می‌پرداخت. در سال ۱۹۹۷ باچان با فیلمی از تولیدات شرکت خودش به عالم بازیگری بازگشت ولی این فیلم هم از نظر مالی و هم از نظر منتقدان شکست خورد. سرانجام در همان سال شرکت باچان ورشکست شد. پس از آن باچان باز هم در چند فیلم بازی کرد که همگی از موفقیت پایین یا متوسطی برخوردار شدند. دیگر فیلمسازان و مردم به این فکر افتادند که دوران درخشندگی باچان به انتها رسیده است. در سال ۲۰۰۰ جنگ تلویزیونی جدیدی با اقتباس از جنگ انگلیسی «چه کسی می‌خواهد میلیونر شود؟» را ساخت و مجری آن شد. این پروژه با موفقیت سریع مواجه شد. می‌گویند آمیتاب هفته‌ای ۵/۲ میلیون روپیه (نیم میلیون دلار) از این طریق پول درمی‌آورد و این موضوع باچان و خانواده‌اش را چه از نظر مالی و چه از نظر روحی به شدت تحت تأثیر قرار داده و وضعیتشان را پس از آن ورشکستگی زیر و رو کرده این برنامه تا نوامبر ۲۰۰۵ ادامه داشت. باچان در سال ۲۰۰۰ در فیلم محبت‌ها ساخته یاش چوپرا در نقش مردی عبوس و سختگیر ظاهر شد که به شدت مورد پسند مردم قرار گرفت. در فیلم رشته محبت (۲۰۰۱)، گاهی خوشی گاهی غم (۲۰۰۱) و باغبان (۲۰۰۳) در نقش پدر یک خانواده بود. او در این سال‌ها انواع و اقسام نقش‌ها را بازی کرد. از دیگر فیلم‌های برجسته او عکس (۲۰۰۱)، چشم‌ها (۲۰۰۲)، خار (۲۰۰۲) خاکی (۲۰۰۴)، دِو (۲۰۰۴) و برجسته‌تر از همه سیاه (۲۰۰۵) بودند. شهرت او پس از سال ۲۰۰۰ به حدی رسید که تصویر او در اکثر بیلبوردها و برنامه‌های تلویزیونی به چشم می‌خورد. باچان در سال ۲۰۰۵ با پسرش آبیشک در چند فیلم ظاهر شد. از جمله این فیلم‌ها بانتی و بابلی (۲۰۰۵) و سرکار (۲۰۰۵) با اقتباس از فیلم پدرخوانده می‌باشند. جدیدترین فیلم‌های اکران شده باچان بزرگ، هرگز نگو خداحافظ (۲۰۰۶) بابول (۲۰۰۶) اکلاویا (۲۰۰۷) و بدون هیچ حرفی (۲۰۰۷) و (بوده تیرا باب) ۲۰۱۱ هستند. آخرین فیلم باچان که هنوز اکران نشده شانتارام است که در آن با جانی دپ ستاره هالیوود هم بازی شد.

## سیاست
عمر سیاسی باچان چندان بلند نبود. او در سال ۱۹۸۴ وارد دنیای سیاست شد و این کار را در واقع برای حمایت از دوست خانوادگی و قدیمی خود راجیو گاندی انجام داد. در آن سال او به رقابت با سیاستمدار معروف آن زمان و به موافقت با سیاست‌های گاندی پرداخت و با آرای بسیار بالایی برنده انتخابات پارلمان شد و با اکتساب ۶۸/۲ درصد از آرا روی کرسی پارلمان نشست؛ ولی این کار دوام زیادی نداشت زیرا باچان سه سال بعد استعفاء داد و کار خود را نیمه‌کاره رها کرد اما همسرش پا جای پای او گذاشت و فعالیت در امور سیاسی را ادامه داد. او هم‌اکنون عضو یکی از احزاب سیاسی هند می‌باشد.

## جوایز

### جوایز فیلم فیر
آمیتاب باچان در طول سه دهه گذشته بارها جوایز مختلفی را از فیلم فیر، جشنواره اصلی فیلم‌های هندی، دریافت کرده است.
- بهترین بازیگر مرد نقش مکمل در سال ۱۹۷۲ در فیلم Anand
- بهترین بازیگر مرد نقش مکمل در سال ۱۹۷۴ در فیلم نمک‌حرام (Namak Haram)
- بهترین بازیگر مرد در سال ۱۹۷۸ در فیلم Amar Akbar Anthony
- بهترین بازیگر مرد در سال ۱۹۷۹ در فیلم Don
- جایزه یک عمر دستاورد در سال ۱۹۹۱
- بهترین بازیگر مرد در سال ۱۹۹۲ در فیلم Hum
- جایزه فوق ستاره هزاره (در فیلم بیعرضه) از ناکات تیرکیو و با هنرمندی فرهاد پاشا
- بهترین بازیگر مرد نقش مکمل در سال ۲۰۰۱ در فیلم Mohabbatein
- بهترین بازیگر مرد از نگاه منتقدان در سال ۲۰۰۲ در فیلم Aks
- جایزه نام قدرتمند سال در ۲۰۰۴
- بهترین بازیگر مرد از نگاه منتقدان در سال ۲۰۰۶ برای فیلم «سیاه»
- بهترین بازیگر مرد در سال ۲۰۰۶ برای فیلم «سیاه»

او در طی ۴ دهه دوران بازیگری خود، شاید معروف‌ترین بازیگر (یا دست‌کم یکی از معروف‌ترین بازیگران) سینمای هند بوده است.

## افتخارات
آمیتاب باچان تاکنون به خاطر بازی‌های خوب خود جوایز بی‌شماری را از آن خود کرده است ولی افتخارات او در کشورهای دیگر دنیا نیز کم نیستند.
- در ژوئیه ۱۹۹۹ وبگاه بی‌بی‌سی پس از انجام یک نظرسنجی از باچان به عنوان «بزرگ‌ترین ستاره هزاره» یاد کرد. در این نظرسنجی باچان گوی سبقت را از الک گینس، مارلون براندو، لارنس الیویه و چارلی چاپلین ربود.[۱۴]
- در ژوئن ۲۰۰۰ باچان نخستین آسیایی شد که مجسمه مومی‌اش در موزه مجسمه‌های مومی مادام توسو در لندن قرار گرفت.[۱۵]
- در مارس ۲۰۰۱ سایت «فوربس» از باچان به عنوان «قدرتمندترین هنرپیشه بالیوود» نام برد.[۱۶]
- در سپتامبر ۲۰۰۱ در جشنواره فیلم اسکندریه مفتخر به دریافت جایزه «ستاره قرن» شد.[۱۷]
- در آوریل ۲۰۰۵ مرکز تئاتر لینکلن در نیویورک ویژه برنامه‌ای با نام «یک شب با آمیتاب باچان» ترتیب داد و لقب «بزرگ‌ترین ستاره سینمای دنیا» را به او داد.[۱۸]
- در سال ۲۰۰۵ با اجازه باچان، صدای او روی فیلم رژه پنگوئن‌ها گذاشته شد.[۱۹]

## فیلم‌شناسی
آمیتاب باچان در ۱۹۰ فیلم به صورت بازیگر اصلی و به صورت افتخاری به ایفای نقش پرداخته است، وی همچنین تهیه‌کننده ۱۷ فیلم سینمایی نیز بوده است.